# Mitsugi Saotome
Mitsugi Saotome (五月女貢; 7. ožujka 1937.), japanski majstor borilačkih vještina, koji živi u SAD-u, odakle podučava aikido širom Amerike. Izravni je učenik Moriheija Ueshibe. Nositelj je 8. Dana u aikidu.

## Životopis
Sa 16 godina trenira džudo. U tim godinama je postao prvak te vještine u Tokiju. S 18 godina počeo je trenitati aikido kod osnivača te vještine Moriheija Ueshibe. Postao je 1958. godine uči-deši, a trenirao je 15 godina kod osnivača aikida, sve dok Ueshiba 1969. godine nije umro.
Saotome je započeo podučavati u Hombu dojou već 1960. godine. Stekao je naslov shihana i imenovan starijim instruktorom. Kao stariji instruktor bio je glavni za borbe s oružjem. Taj položaj zadržao je sve do 1975. godine.
U Sjedinjenim Američkim Državama je osnovao organizaciju Ueshibina škola aikida, u kojoj je nastavio biti glavni instruktor, koja se ponovo sjedinila s Aikikaijem i uspostavila vezu s Hombu dojom. Organizacija je osnovana 1975. godine i do danas je znatno narasla. Trenutno postoji više od 100 dojoa koji se nalaze pod njegovim nadzorom.
Osim što je vodio godišnje nacionalne i međunarodne seminare, Mitsugi Saotome predavao je američkim vojnim specijalnim snagama i američkim sigurnosnim snagama u Washingtonu. Napisao je četiri knjige o aikidu i demonstrirao aikido u Ujedinjenim narodima.

## Djela
- Aikido i harmonije prirode (1986.)
- Principi aikida (1989.)
- Aikido: Živjeti po ideji (2004.)
- Svjetlo u prijenosu (2015.)

## Vanjske povezice
- Mitsugi Saotome  Arhivirana inačica izvorne stranice od 5. srpnja 2019. (Wayback Machine)